# Nordstemmen
Nordstemmen è un comune di 12.708 abitanti della Bassa Sassonia, in Germania.
Appartiene al circondario (Landkreis) di Hildesheim (targa HI).

## Geografia antropica

### Suddivisioni amministrative
Il territorio comunale comprende le frazioni di Adensen, Barnten, Burgstemmen, Groß Escherde, Hallerburg, Heyersum, Klein Escherde, Mahlerten e Rössing.